# Х'яна Гутьєррес
Х'яна Гутьєррес (ісп. Giana Gutiérrez; нар. 30 травня 1976) — колишня колумбійська тенісистка.
Найвищу одиночну позицію світового рейтингу — 371 місце досягла 12 жовтня 1998, парну — 198 місце — 14 лютого 2000 року.
Здобула 3 парні титули туру ITF.

## Фінали ITF
| турніри $25,000 |
| турніри $10,000 |

### Одиночний розряд: 2 (0–2)
| Результат | Дата            | Турнір               | Покриття | Суперниця        | Рахунок  |
| --------- | --------------- | -------------------- | -------- | ---------------- | -------- |
| Поразка   | 1 вересня 1996  | ITF Ла-Пас, Болівія  | Ґрунт    | Ніна Ніттінгер   | 6–7, 3–6 |
| Поразка   | 30 вересня 1996 | ITF Богота, Колумбія | Ґрунт    | Карміна Хіральдо | 1–6, 3–6 |

### Парний розряд: 15 (3–12)
| Результат | Дата              | Турнір                        | Покриття | Партнерка           | Суперниці                                     | Рахунок          |
| --------- | ----------------- | ----------------------------- | -------- | ------------------- | --------------------------------------------- | ---------------- |
| Поразка   | 7 лютого 1994     | ITF Богота, Колумбія          | Ґрунт    | Сесілія Інкапіе     | Марія Долорес Кампана Марія Вірхінія Франсеса | 6–4, 6–7(6), 4–6 |
| Перемога  | 3 жовтня 1994     | ITF Ла-Пас, Болівія           | Ґрунт    | Сесілія Ампуеро     | Карла Родрігес Лорена Родрігес                | 6–2, 6–3         |
| Поразка   | 20 листопада 1995 | ITF Кюрасао, Нідерланди       | Тверде   | Ніна Ніттінгер      | Джессіка Фернандес Корнелія Ґрунес            | 2–6, 1–6         |
| Перемога  | 6 жовтня 1996     | ITF Богота, Колумбія          | Ґрунт    | Роміна Оттобоні     | Джоанн Мур Карміна Хіральдо                   | 1–6, 6–3, 6–1    |
| Поразка   | 11 листопада 1996 | ITF Сан-Сальвадор, Сальвадор  | Ґрунт    | Ліза Андріяні       | Нора Кевеш Джоанн Мур                         | 6–2, 5–7, 6–7(1) |
| Поразка   | 3 травня 1998     | ITF Сан-Северо, Італія        | Ґрунт    | Вероніка Стеле      | Роміна Оттобоні Еуженія Мая                   | 6–1, 5–7, 5–7    |
| Поразка   | 10 травня 1998    | ITF Куарту-Сант'Елена, Італія | Трава    | Галина Місюрьова    | Флавія Пеннетта Роберта Вінчі                 | 3–6, 0–6         |
| Н/Д       | 12 липня 1998     | ITF Амерсфорт, Нідерланди     | Ґрунт    | Деббі Гак           | Іветте Бастінг Генріетте ван Алдерен          | NP               |
| Поразка   | 19 липня 1998     | ITF Чивітанова, Італія        | Ґрунт    | Деббі Гак           | Магдалена Зденовкова Яна Лубасова             | 3–6, 4–6         |
| Поразка   | 26 липня 1998     | ITF Камайоре, Італія          | Ґрунт    | Еуженія Маїя        | Зузана Гейдова Маріяна Ковачевич              | 2–6, 0–6         |
| Поразка   | 25 квітня 1999    | ITF Барі, Італія              | Ґрунт    | Деббі Гак           | Лотті Селен Сусанне Трік                      | 4–6, 3–6         |
| Поразка   | 24 травня 1999    | ITF Гімарайнш, Португалія     | Тверде   | Сабіна да Понте     | Келлі Лігган Ципора Обзилер                   | 3–6, 1–6         |
| Поразка   | 4 липня 1999      | ITF Мон-де-Марсан, Франція    | Ґрунт    | Роміна Оттобоні     | Марія Фернанда Ланда Ева Бес                  | 4–6, 4–6         |
| Поразка   | 11 липня 1999     | ITF Ле-Туке, Франція          | Ґрунт    | Сільвія Уріцкова    | Орелі Веді Стефані Ріцці                      | 3–6, 7–6, 4–6    |
| Поразка   | 1 серпня 1999     | ITF Ле-Контамін, Франція      | Тверде   | Андреа ван ден Гурк | Каролін Денін Ева Меліхарова                  | 4–6, 2–6         |
| Перемога  | 15 серпня 1999    | Open Saint Gaudens, Франція   | Ґрунт    | Сабріна Валенті     | Мірейлл Діттманн Нікола Пейн                  | 6–3, 6–2         |